# Demonax martes
Demonax martes là một loài bọ cánh cứng trong họ Cerambycidae.